# Lefse

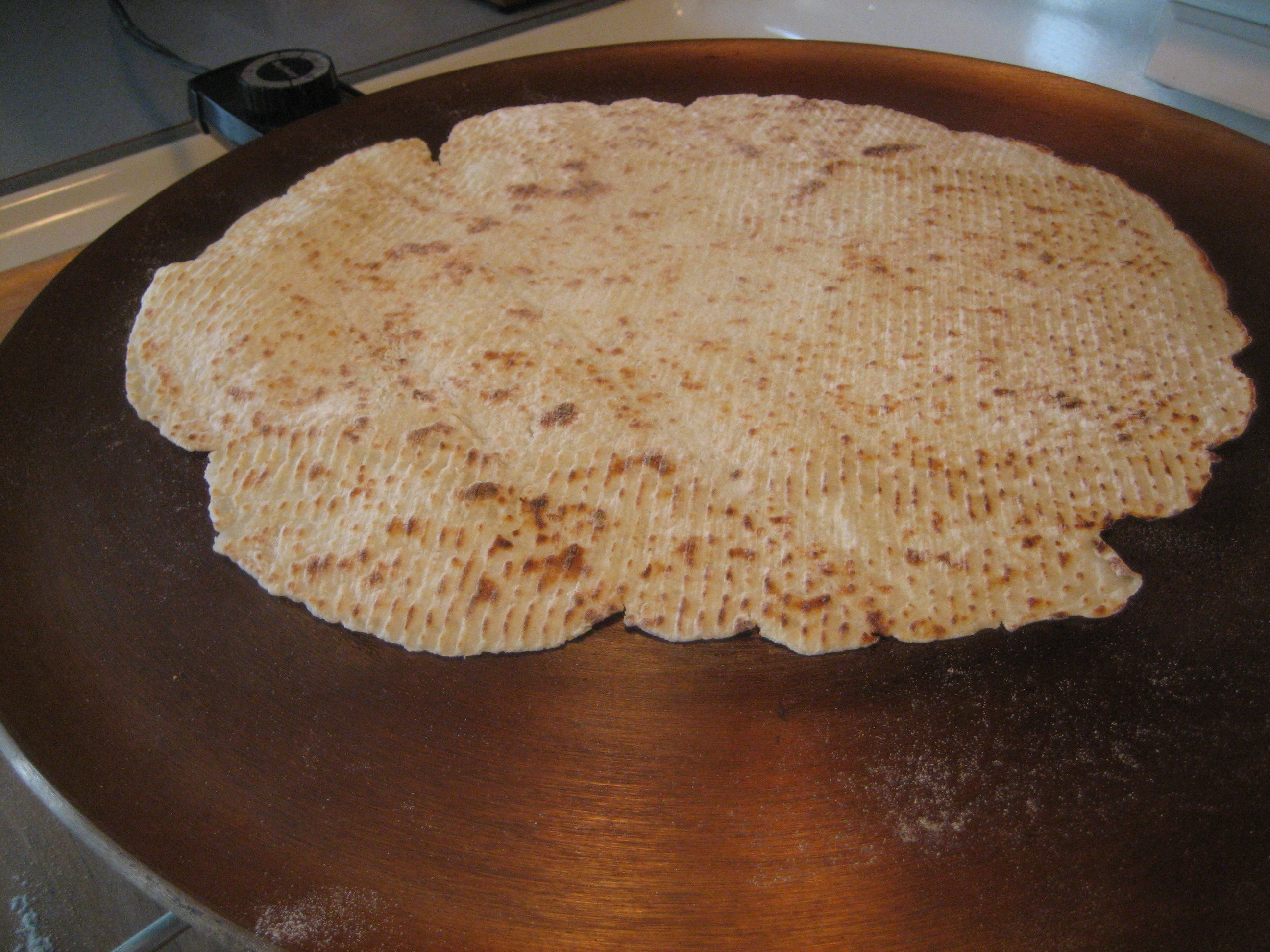
Lefse hier auf einer elektrischen Takke

Lefse (der oder die; im Plural: die Lefser) ist ein Fladenbrot der norwegischen Küche. Die Lefse besteht aus Kartoffeln, Roggen- oder Weizenmehl in regional unterschiedlicher Zusammensetzung. Gebacken wird sie traditionell auf einer Backplatte (norwegisch steiketakke, kurz takke, oder bakstehelle), die früher aus Stein bestand, später auch aus Gusseisen. Heute gibt es auch elektrische Backplatten (Bild).

## Varianten

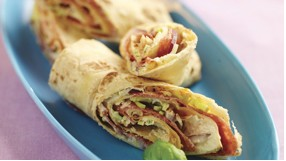
Gerollte tynnlefse

Es gibt zahlreiche unterschiedliche Zubereitungsvarianten, Belagmöglichkeiten und Darreichungsformen für Lefse, dick oder dünn, deftig oder süß, weiß oder braun, flach und rund, gerollt, gefaltet oder Tortenstücke. Bekannte regionale Spezialitäten sind:
- Tynnlefse ‚dünne Lefse‘ ist speziell aus Zentralnorwegen bekannt. Sie wird aus Weizenmehl zubereitet, ist besonders dünn, ähnlich wie die französische Crêpe, und wird häufig mit Butter, Zucker und Zimt bestreut oder mit Wurst, Schinken oder Käse belegt, und dann ähnlich wie ein Wrap eingerollt (Bild).

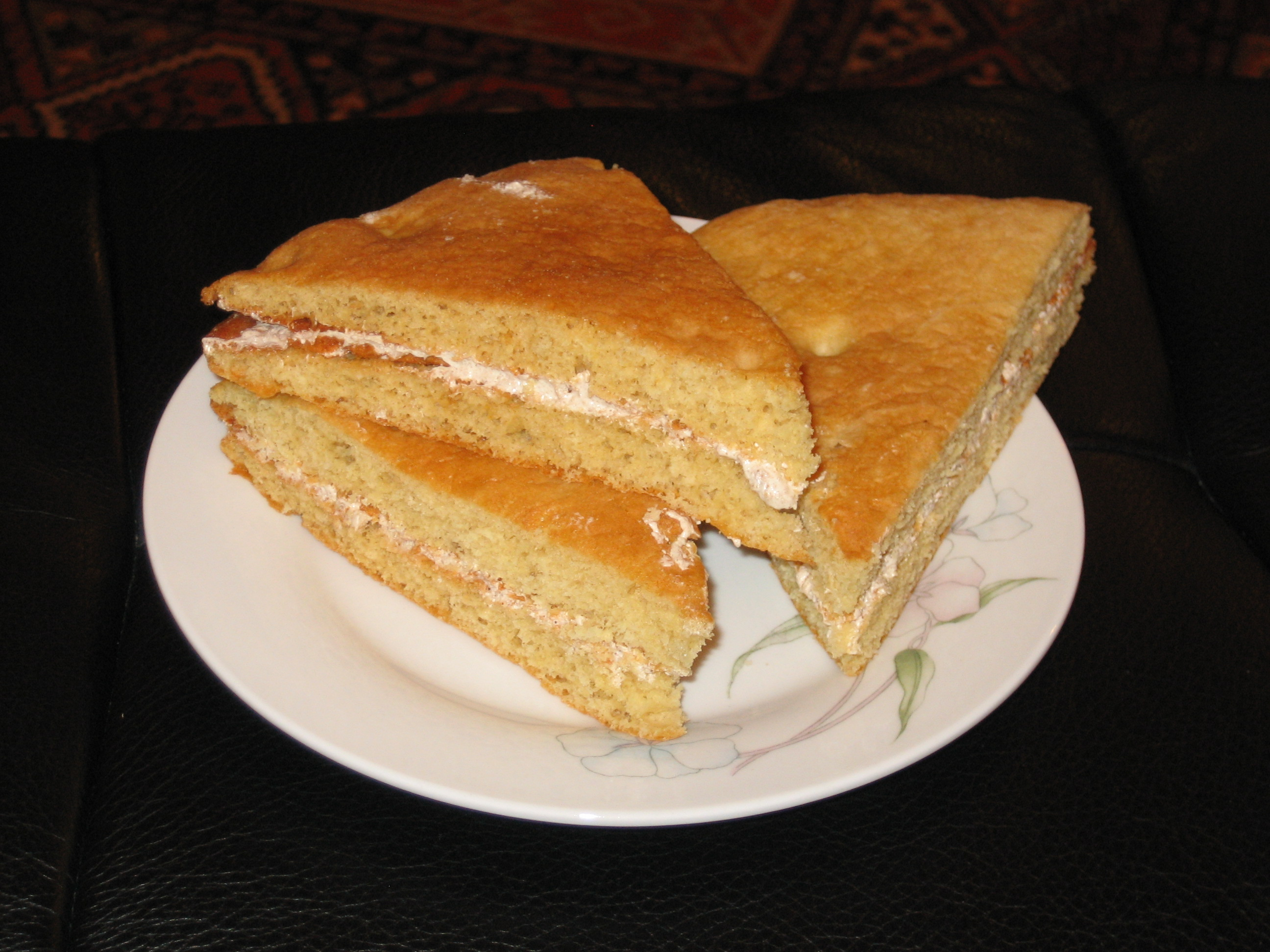
Die tykklefse sind besonders dick und oft süß

- Tykklefse ‚dicke Lefse‘ ist deutlich dicker und wird typischerweise nicht als Ganzes rund, sondern als sektorförmiges Kuchenstück am liebsten zum Kaffee serviert (Bild).

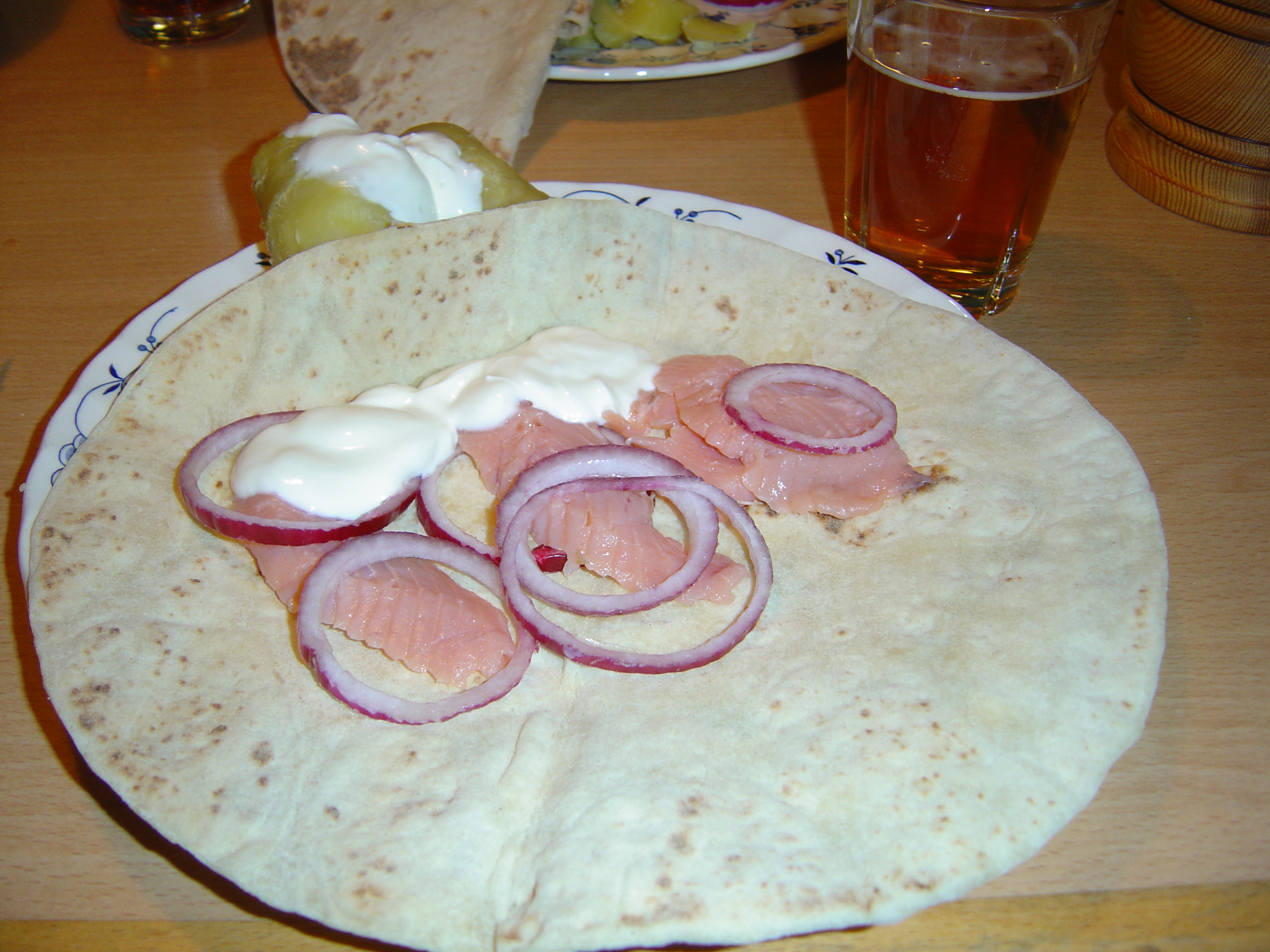
Lefse mit norwegischem Rakfisk

- Potetlefse ‚Kartoffellefse‘ ähnelt der tynnlefse, wird aber aus Kartoffeln gemacht. Ähnlich ist die etwas kleinere lompe, auch potetlompe ‚Kartoffellompe‘ oder potetkake ‚Kartoffelkuchen‘, die gerne anstelle des für ein Hotdog üblichen Weizenbrötchens verwendet wird, in Norwegen auch genannt pølse med lompe ‚Würstchen mit Lompe‘.

- Møsbrømlefse ist eine Spezialität aus Salten in Nordnorwegen. Kennzeichnend ist die Verwendung von Braunkäse (norwegisch brunost), der, in Milch mit Maismehl geschmolzen, im dortigen Dialekt møsbrøm genannt wird. Dieser wird, oft noch mit Sauerrahm (norwegisch rømme) verfeinert, auf die warme Lefse gestrichen. Zusätzlich kann Butter und Sirup verwendet werden. Typisch ist, die zunächst kreisrunde Lefse einmal zum Halbmond zusammenzulegen und anschließend die äußeren Ecken nach innen zu falten.[1]

- Nordlandslefse stammt ursprünglich von den Fischern aus der Provinz Nordland. Sie ist klein aber dick, und wird aus Butter, Sirup, Zucker, Eiern und Mehl hergestellt.

- Anislefse gibt es speziell an der Küste von Hordaland im Südwesten Norwegens. Sie ist nur etwas dicker als die tynnlefse und wird durch reichlich Anis gewürzt und gefärbt.

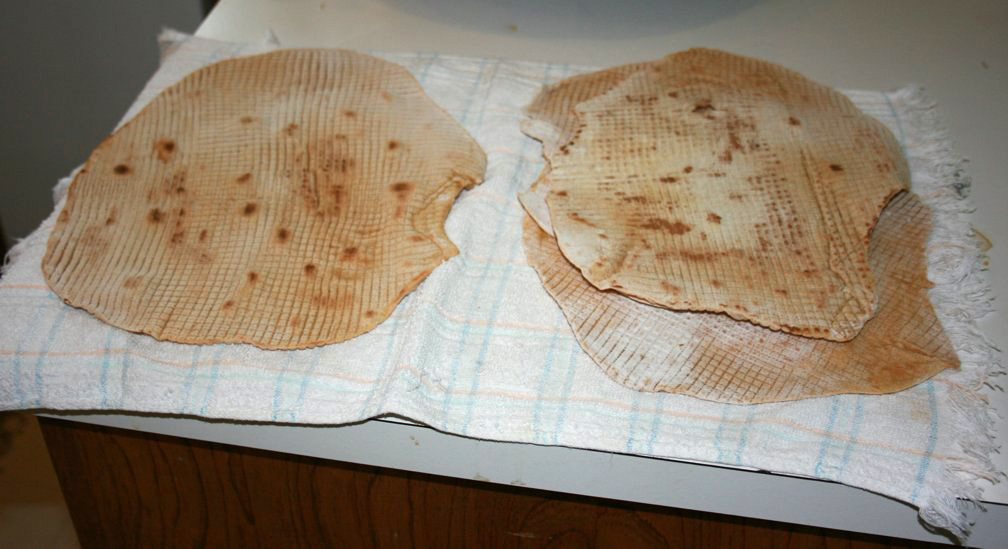
Hardangerlefse

- Hardangerlefse stammt aus der benachbarten Region Hardanger und wird aus Weizen-Vollkornschrot zubereitet (wie es auch für Grahambrot verwendet wird). Getrocknete Hardangerlefse (Bild) ist ohne Kühlung monatelang haltbar. Durch Einweichen mit Wasser, stilecht mit Salz- oder sogar Meerwasser, gewinnt sie ihre brotähnliche Konsistenz zurück und kann dann beispielsweise mit Ei oder Hering belegt werden. Vermutlich diente sie schon den Wikingern als haltbares Nahrungsmittel auf deren Seereisen.